# Buteogallus meridionalis
El gavilán cangrejero colorado o busardo sabanero (Buteogallus meridionalis) es una especie de ave accipitriforme de la familia Accipitridae ampliamente distribuida por Sudamérica, donde es posible su observación desde Panamá hasta el centro de Argentina  . No se conocen subespecies.

## Nombre común
Gavilán sabanero en Ecuador,Gavilán Colorado en Uruguay, Aguilucho colorado en el norte de Argentina.

### En Ecuador
Su observación es poco común en Guayaquil y en el Jardín Botánico de Guayaquil

### En Venezuela
Gavilán Pita Venado

### En Uruguay

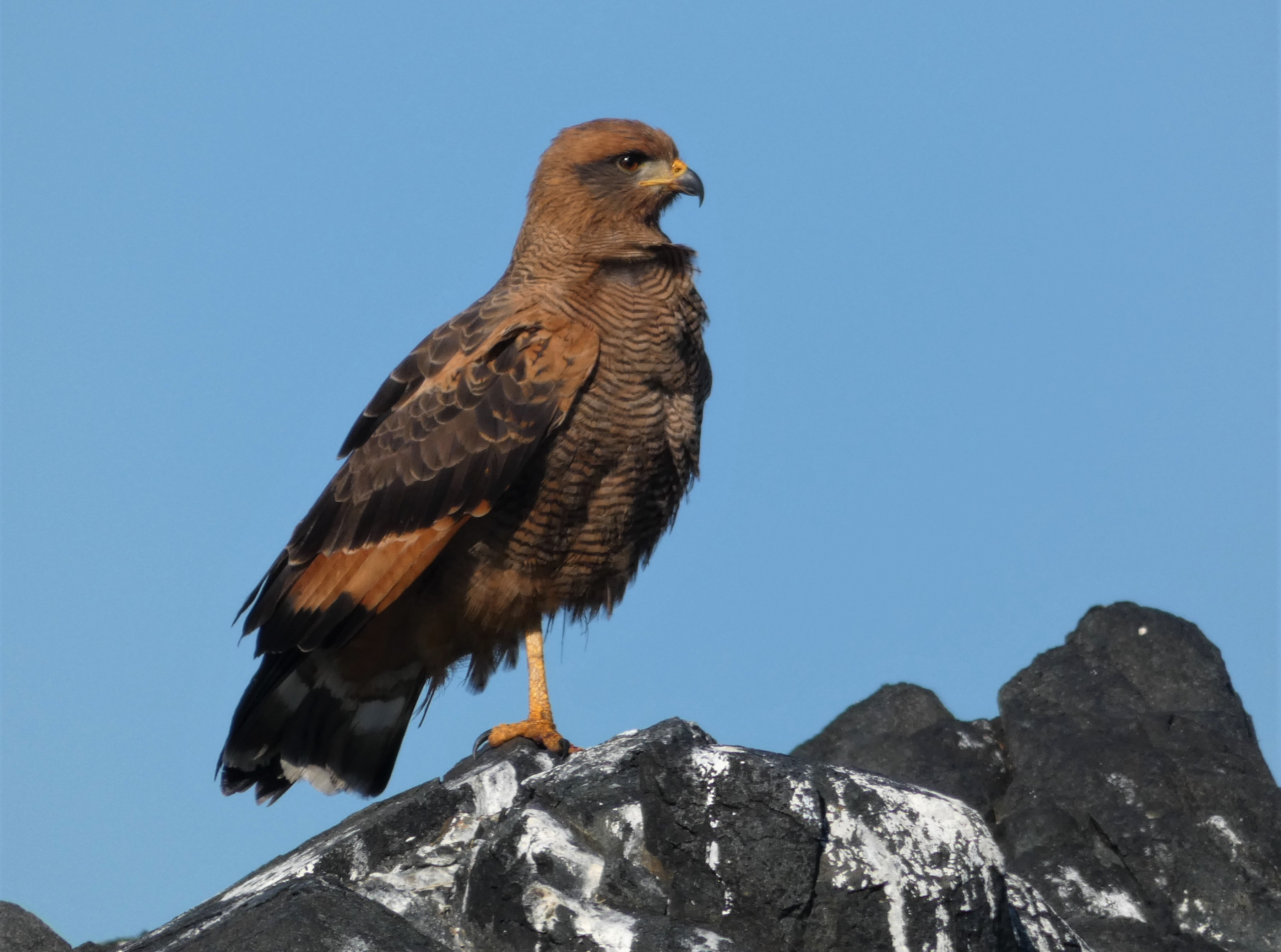
Ejemplar de Águila colorada (Buteogallus meridionalis) en Uruguay.

Se la puede encontrar en pajonales y a orillas de humedales. Se la conoce con el nombre de Águila colorada.